# أوريدو
شركة اتصالات قطر، واسمها المختصر «أوريدو» (تعريب Ooredoo)، هي المزود الأول لخدمات الاتصالات في دولة قطر، كما إنها وفي الوقت نفسه واحدة من أكبر الشركات العامة العاملة في البلاد، حيث يناهز عدد موظفيها 2000 موظف. وقد أدرجت الشركة بنجاح في عدة أسواق مالية، هي سوق الدوحة عام 1998، ولندن عام 1999، والبحرين عام 2001 وأبوظبي عام 2002. وكانت كيوتل قد حصلت على جائزة النجاحات الخليجية في عام2005، وعلى جائزة الخليج الاقتصادية لعام 2006.
تعتبر Ooredoo شركة اتصالات دولية رائدة تبلغ قاعدة عملائها أكثر من 93 مليون عميل، وهي أسرع شركات الاتصالات نمواً في العالم منذ 2005. وفي قطر، تعتبر الشركة الخيار المفضل لخدمات الاتصالات عالمية المستوى بالنسبة للعملاء من الأفراد والشركات والخدمات المنزلية.
وتوفر كيوتل خدمات الهواتف الجوالة في سلطنة عمان من خلال شركة النورس المملوكة لها ولشركاء آخرين. وهي الشريك الرئيسي للجنة المنظمة لدورة الألعاب الآسيوية الخامسة عشرة
التي أقيمت في الدوحة ما بين 1 و15 ديسمبر 2006، والمزود الحصري لجميع خدمات الاتصالات لهذه الدورة.
وفي أكتوبر 2006 وقعت اتصالات قطر (اوريدو) مع شركة الاتصالات الكورية مذكرة تفاهم تنص على أن تعملَ الشركتان الرائدتان معاً في دولة قطر في مجال تشييد البنية التحتية وتقديم حلول تقنية المعلومات الفائقة، وإقامة ما بات يُعرف باسم «المدينة التقنية المتكاملة» (U-City) وفي عام أنشأت في عام 2006، حيث حازت على الرخصة الثانية لتشغيل الهاتف الخلوي في فلسطين. أنشأت الشركة الوطنية موبايل بشراكة مع شركة أوريدو القطرية، التي تملك نحو 57% من أسهم الشركة، بالإضافة إلى صندوق الاستثمار الفلسطيني الذي يملك 43%. هذا وقد تم رفع رأس مال الوطنية موبايل لغايات إجراء طرح عام بقيمة 15% من رأس مال الشركة حيث أصبحت ملكية شركة الوطنية الدولية-منطقة حرة تعادل 48.45% وملكية صندوق الإستثمار الفلسطيني 36.55% و 15% تعود ملكيتها للعموم.
كما أعلنت في نوفمبر 2006 عن توقيعها على اتفاقية لشراء حصة إستراتيجية في شركة نافلينك الرائدة في توفير خدمات البيانات للشركات والمؤسسات في الشرق الأوسط، تمتلك كيوتل بموجبها حصة تبلغ 38.2% من أسهم الشركة، أي بنفس نسبة استثمار شركة إيه تي آند تي في نافلينك.

## رؤية وأهداف اوريدو
تسعى كيوتل للتميز في الخدمات التي تقدمها لكي تصبح أفضل شركة اتصالات في المنطقة، من خلال ما تبذله من جهد يفوق توقعات عملائها ومساهميها وموظفيها على حد سواء.
و رؤية اوريدو هي إثراء حياة العملاء اليومية ومساعدتهم على تحقيق طموحاتهم وتطلعاتهم.
و تسعى اوريدو إلى تحقيق هذه الرؤية من خلال ثلاثة مرتكزات:
- توفير تجربة عملاء عالمية المستوى من خلال جميع ما تقدمه Ooredoo.
- الاستمرار في تقديم أحدث الخدمات المتطورة للعملاء وفي نفس الوقت ضمان الربحية لمساهمينا.
- التميز في جميع نواحي العمل، ابتداءً من العمليات ووصولاً إلى الاستراتيجية.

## خدماتها
تعتبر كيوتل أول شركة اتصالات في الشرق الأوسط تدشن خدمة الGSM (الجوال) وتوفر كيوتل مجموعة من خدمات الاتصالات، من بينها الاتصالات الهاتفية المحلية والدولية، والاتصالات الجوالة، الإنترنت وخدمات البيانات، واتصالات النطاق العريض خط اشتراك رقمي غير متماثل، وخدمات «واي فاي»، بالإضافة إلى خدمة الكيبل التلفزيوني (كيبل فيجن).
وتقدم كيوتل شبكات IPvN العالمية ذات الطبيعة التجارية والمبنية على تقنية تبديل متعدد البروتوكولات باستخدام المؤشرات التعريفية، التي يمكن أن تقلل التكلفة الإجمالية للبنية التحتية لمستخدميها.
وتدير كيوتل «مركز بيانات قطر» الذي بدأ أعماله في مطلع عام 2006، والذي يضم أوَل وصلة عالمية لشبكة أيه تي أند تي (AGN) في الشرق الأوسط، توفر لعملاء الشركة احتمالية الربط مع 150 وصلة أخرى في 50 دولة حول العالم.
ومن بين الخدمات التي توفرها كيوتل هناك شبكة تترا شبكة التترا، أو «خدمة الاتصال الجماعي»، التي تعد من أهمِّ سبل الاتصال المعتمدة في على نطاق واسع في قطاعات عديدة، مثل المؤسسات والهيئات الحكومية، وقطاعات النفط والغاز، والتعدين، والفعاليات والبطولات الرياضية، والشرطة، والخدمات الدفاعية والأمنية، والخدمات الطبية، وخدمات السلامة العامة والإنقاذ وغيرها، كما أنها مستخدمةٌ في بعض الأحيان من قبل المؤسسات الخاصة.

## تقنيات حديثة
أطلقت كيوتل لأول مرة في الشرق الأوسط خدمة البث المرئي الرقمي DVB-H للأجهزة المحمولة، التي تتيح إرسال صورة تلفزيونية حية إلى أجهزة الهواتف الجوالة، وشمل ذلك توفير مشاهدة 13 قناة تلفزيونية من بينها قناة الجزيرة، والجزيرة الإنجليزية، و«سي.إن.إن»، و«سي.إن.بي.سي» وغيرها، بالإضافة إلى العديد من الخدمات الترفيهية والمعلومات. وكانت قبل ذلك قد أطلقت في خدمة الهاتف المرئي لعملائها كأول تطبيقات اتصالات الجيل الثالث (3G) التي تقدمها عبر شبكتها، والتي عززتها خلال إقامة [دورة الألعاب الآسيوية الخامسة عشرة] بإطلاق بوابة إلكترونية جديدة لتغطية المنافسات والأحداث باسم Asian Games Portal،
لتقدم تغطية إخبارية شاملة لحظة بلحظة، لفعاليات ومنافسات الدورة.
كما قدمت كيوتل لعملائها لأول مرة على مستوى المنطقة خدمة متقدمة تُعرف باسم «الخدمة الثلاثية» (Triple Play)، التي تجمع بين الخدمة التلفزيونية المرئية والإنترنت فائقة السُّرعة والخدمة الهاتفية عبر وصلة واحدة، حيث توفر لمستخدميها صوراً تلفزيونية عالية الدقة.

## الشعار
لدى أوريدو شعارين قديمين وشعار مختصر

الشعار القديم للشركة 2004-2022

## خدمة موزايك
أطلقت كيوتل خدمة موزايك والتي تعتبرمن أكثرخدمات الترفيه تطوراً وحداثة في الشرق الأوسط. توفرخدمة موزايك للعملاء مجموعة كبيرة من خدمات الوسائط المتعددة الرقمية، وذلك حرصاً من الشركة بأن تكون المزود الرائد للخدمات الترفيهية في المنطقة. وتعد كيوتل أول شركة في الشرق الأوسط تطلق هذا النوع من باقة الترفيه لتغيير بذلك الصورة التقليدية المعتادة في مجال الاتصالات وتنتقل من مجرد مزود بنية تحتية إلى مزود لخدمات المحتوى، ليمثل ذلك قفزة كبيرة في إستراتيجية الشركة.
وفي الفترة الحالية تقدم موزايك فئتين أساسيتين من الخدمات: موزايك (تي في بلاس) وموزايك (موب). فبالنسبة لموزايك (تي في بلاس) فهي توفرخدمات التواصل الصوتي عالية الجودة، بالإضافة إلى البث الإذاعي والتلفزيوني عبر تقنيات بروتوكول الإنترنت حسب رغبة المشترك، وكذلك الإنترنت السريع عريض الحزمة- كل ذلك على خط إنترنت عالي السرعة ADSL. كما توفر خدمة موزايك (تي في بلاس) ترفيهاً تلفزيونياً منقطع النظيرعلى شكل مجموعات واسعة ويتضمن هذا العرض الجديد: أفلام (قنوات الأفلام الرئيسية) الرياضة (حسب اختيارك) والموسيقى ومجموعة من قنوات الترفيه وأخرى للأطفال (التعليم والترفيه العائلي). وتعد هذه الخدمة الأولى من نوعها في الشرق الأوسط، وتوفر للمشتركين طيفا واسعا من المزايا والخدمات الجديدة الرائعة. وستشمل الخدمة توفيربرامج تلفزيونية وأفلام حسب الطلب، بالإضافة إلى توفيرميزة الإيقاف المؤقت كتلك الموجودة في مشغلات أقراص DVD.
أما خدمة موزايك (موب) فتجعل من الجوال جهازا للترفيه والوسائط المتعددة بما يجعل الحياة أكثرمتعة. كما توفرلعملاء كيوتل آخرالأخبار العالمية، بالإضافة إلى خدمات المعلومات والترفيه على هواتفهم الجوالة – ألعاب ونغمات رنين ومقاطع فيديوأغاني وجداول مواعيد الأفلام التي تعرض في دورالعرض المحلية ومقتطفات من آخرالأفلام والمباريات الرياضية..الخ. والخدمة متوفرة باللغتين وعلى شكل صفحات إنترنت عادية أو واب WAP تزيد إمكانيات شبكة الجيل الثالث الجديدة الخاصة بكيوتل من حيث تقديم خدمة وسائط متعددة ترفيهية على مستوى عالمي رفيع.

### جعلها راع رسمي للاتحاد الجزائري لكرة القدم
قررت شركة كيوتل ان تكون راع رسمي للمنتخب الجزائري يوم 14 نوفمبر تشرين الأول 2013 في اتفاق مع نجمة الجزائرية باعلان مع النجم الأرجنتيني ليونيل ميسي وجعله في أول الإعلان يسمع أغنية معاك يا الخضرا ديري حالة وفي آخر الإعلان يقول هايلة

## وصلات خارجية
- الموقع الرسمي
- شركة النورس